# Kristján Einar
Kristján Einar (ur. 8 stycznia 1989 w Garðabær) – islandzki kierowca wyścigowy.

## Kariera
Einar rozpoczął karierę w międzynarodowych wyścigach samochodowych w 2008 roku od startów w Toyota Racing Series New Zealand. Z dorobkiem 174 punktów uplasował się na dziewiętnastej pozycji w klasyfikacji generalnej. W tym samym roku w klasie narodowej Brytyjskiej Formuły 3 stanął raz na podium. Uzbierane 101 punktów pozwoliło mu zająć siódme miejsce w klasie. W późniejszych latach Islandczyk pojawiał się także w stawce European F3 Open oraz European F3 Open Copa de España.